# Kaleido proud fiesta
「kaleido proud fiesta」（カレイド・プラウド・フィエスタ）は、UNISON SQUARE GARDENの17thシングル。2022年4月13日にトイズファクトリーより発売された。

## 概要
本作は前作「Phantom Joke」から約2年半ぶりにリリースされるシングルであり、アルバム『Patrick Vegee』リリース後、初のCDシングルである。このうち表題曲「kaleido proud fiesta」は、テレビアニメ『TIGER & BUNNY 2』のオープニングテーマとなっている。
また、カップリング曲には「ナノサイズスカイウォーク」が収録される。
この楽曲ではテレビ出演が活発的に行われ、「Love music」（フジテレビ系）でのテレビ初披露を皮切りに、「プレミアMelodiX!」（テレビ東京系）、「バズリズム02」（日本テレビ系）、「CDTVライブ!ライブ!」（TBS系）、そして「ミュージックステーション」（テレビ朝日系）に4度目の登場となり、同番組にはバンドとして5年9カ月ぶりに登場した。
サブスクリプション・ストリーミング配信では、今作からカップリング曲が配信されず、CDのみの収録となった。サブスクリプションでは、今作初のシングル配信とされる。
カップリング曲の「ナノサイズスカイウォーク」も『UNISON SQUARE GARDEN TOUR 2022 「kaleido proud fiesta」』で演奏されている。

## 収録内容
| 全作詞・作曲: 田淵智也、全編曲: UNISON SQUARE GARDEN、ストリングスアレンジ:田淵智也・伊藤翼（#1）。 |                                                                             |          |            |      |
| #                                                                                                   | タイトル                                                                    | 作詞     | 作曲・編曲 | 時間 |
| 1.                                                                                                  | 「kaleido proud fiesta」(テレビアニメ『TIGER & BUNNY 2』オープニングテーマ) | 田淵智也 | 田淵智也   | 3:42 |
| 2.                                                                                                  | 「ナノサイズスカイウォーク」                                                | 田淵智也 | 田淵智也   | 3:27 |
| 合計時間:                                                                                           | 合計時間:                                                                   | 7:10     |            |      |

| #  | タイトル                                                                     | 作詞 | 作曲・編曲 |
| -- | ---------------------------------------------------------------------------- | ---- | ---------- |
| 1. | 「「kaleido proud fiesta」Music Video」                                      |      |            |
| 2. | 「「kaleido proud fiesta」Music Video Making」                               |      |            |
| 3. | 「「kaleido proud fiesta」TIGER & BUNNY 2 Animation MV」                     |      |            |
| 4. | 「「お人好しカメレオン」Acoustic Style from UNICITY LIVE ONLINE 2021.07.23」 |      |            |